# Gerd Audehm
Gerd Audehm (né le 14 mars 1968 à Annahütte, une municipalité de Schipkau) est un coureur cycliste allemand, d'origine est-allemand, qui était actif dans les années 1980 et 1990. 

## Biographie
Gerd Audehm grandit à Senftenberg, dans le Land de Brandebourg, en Allemagne de l'Est. À l'âge de 14 ans, il commence ses études à l'école de sport de la RDA à Cottbus, où il devient un coureur cycliste réputé.
En 1986, il obtient avec l'Allemagne de l'Est la médaille de bronze au championnat du monde du contre-la-montre par équipes juniors.
Il décroche son premier résultat chez les élites en 1987, en étant deuxième du Tour de Saxe. En 1988, il se révèle lors du Tour d'Autriche, où il remporte une étape et se classe à la deuxième place au général.
Après la réunification allemande, il change d'équipe pour rejoindre le RSG Nürnberger. En 1991 et 1992, il s'adjuge le Tour de Rhénanie-Palatinat deux années consécutives. En 1993, il rejoint Telekom, la grande équipe allemande. Il y joue un rôle d'équipier et participe au Tour de France en 1993 et 1994.
Après la saison 1996, il revient dans l'équipe Nürnberger, où il court jusqu'à sa retraite après la saison 1998. En tant que coureur, sa spécialité était d'être un bon grimpeur.

## Arrêt cardiaque
Le 8 juillet 2000, le cœur d'Audehm s'est arrêté pendant un entraînement. La cause en était probablement une inflammation d'un muscle cardiaque datant de 1998, qui n'avait pas été guéri correctement et avait conduit à un arrêt cardiaque. La réanimation a pris du temps, ce qui a entraîné chez Audehm une lésion cérébrale permanente due à un manque d'oxygène. Après l’arrêt cardiaque, il a passé plusieurs mois dans le coma, puis une rééducation, avant de retourner chez ses parents. Audehm était désorienté, manquait de mémoire à court terme et avait besoin de soins constants. Ses anciens employeurs, Team Nürnberg et Team Telekom, ont décidé de soutenir Audhem et sa famille, et Telekom leur a fait cadeau de 50 000 marks. 
Plusieurs années après l'accident, Audehm avait de très gros problèmes de mémoire. Il ne se souvenait ni d'avoir eu une fille ni d'avoir été professionnel chez Telekom. Sa vie au cours de cette période a été documentée dans le documentaire « Gerd Audehm - Leben ohne Gedächtnis » de Regina Schilling en 2004. Après ce documentaire, il fait de grands progrès, mais sa mémoire à court terme ne lui est pas revenue.
Selon le biologiste moléculaire Werner Franke, l'arrêt cardiaque d'Audehm était un résultat typique du dopage, mais ce dernier n'a jamais été contrôlé positif au dopage.

## Palmarès
- 1986
  -  Médaillé de bronze du championnat du monde du contre-la-montre par équipes juniors
- 1987
  - 2e du Tour de Saxe
- 1988
  - 6e étape du Tour d'Autriche
  - 2e du Tour d'Autriche
- 1989
  - 8e étape du Tour de Grèce
- 1990
  - 2e du Tour de Suisse Orientale
- 1991
  - Tour de Rhénanie-Palatinat
- 1992
  - Tour de Rhénanie-Palatinat
- 1995
  - 3e de Saragosse-Sabiñánigo

## Résultats sur les grands tours

### Tour de France
- 1993 : 99e
- 1994 : 94e

### Tour d'Espagne
- 1995 : abandon